# Michaił Szlachtienko
Michaił Kondratjewicz Szlachtienko (ros. Михаил Кондратьевич Шляхтенко, ur. 1899 w powiecie newelskim w guberni witebskiej, zm. 1953 w Moskwie) – Rosjanin, radziecki wojskowy i funkcjonariusz służb specjalnych, generał major.

## Życiorys
W 1909 skończył szkołę wiejską, pracował w gospodarstwie ojca, później w sklepie w Piotrogrodzie, 1916-1917 odbywał służbę wojskową w Piotrogrodzie, pisarz batalionu. Od 1918 żołnierz Armii Czerwonej, 1919 pomocnik dowódcy i dowódca kompanii, od listopada 1919 członek RKP(b)/WKP(b), 1922-1923 studiował w Wyższej Szkole Taktycznej Armii Czerwonej, od 1923 służył w wojskach pogranicznych OGPU w Pskowie, 1924-1925 dowódca kompanii 1 szkoły pogranicznej OGPU, 1925-1927 pomocnik naczelnika tej szkoły. Od stycznia 1927 szef wydziału i później pomocnik szefa murmańskiego gubernialnego oddziału GPU, od 29 maja 1929 do 1 marca 1931 szef oddziału agitacyjno-propagandowego Wydziału Politycznego Zarządu Wojsk Pogranicznych i Wojsk GPU Pełnomocnego Przedstawicielstwa OGPU w Leningradzkim Okręgu Wojskowym, od 4 marca 1931 do 1934 szef Wydziału Politycznego Zarządu Wojsk Pogranicznych i Wojsk GPU Pełnomocnego Przedstawicielstwa OGPU w Środkowej Azji, od 1934 do 8 lutego 1937 szef Wydziału Politycznego Zarządu Wojsk Pogranicznych i Wewnętrznych NKWD ZFSRR, od 19 marca 1936 komisarz brygadowy. Od 8 stycznia 1937 do 10 lipca 1938 szef Wydziału Politycznego Zarządu Wojsk Pogranicznych i Wewnętrznych NKWD Ukraińskiej SRR, 8 kwietnia 1938 awansowany na komisarza dywizyjnego, od 10 lipca do 20 sierpnia 1938 szef Wydziału 4 Zarządu 2 NKWD ZSRR i równocześnie zastępca szefa Zarządu 2 NKWD ZSRR (do 29 września 1938), od 20 sierpnia do 29 września 1938 szef Wydziału 5 Zarządu 2 NKWD ZSRR, od 29 września 1938 do czerwca 1939 zastępca szefa Wydziału 4 Głównego Zarządu Bezpieczeństwa Państwowego, następnie zwolniony z NKWD.
Od września 1939 do listopada 1941 pracował w Ludowym Komisariacie Floty Rzecznej ZSRR, od listopada 1941 do października 1942 na wyższych kursach doskonalenia kadry politycznej Armii Czerwonej, od października do grudnia 1942 zastępca dowódcy 3 Armii Rezerwowej ds. Tyłów, od grudnia 1942 do grudnia 1943 zastępca dowódcy 48 Armii ds. Tyłów, 1 września 1943 awansowany na generała majora służby intendenckiej. Od grudnia 1943 do czerwca 1945 szef sztabu tyłów 1 Frontu Białoruskiego, od czerwca 1945 do marca 1946 szef sztabu tyłów Grupy Wojsk Radzieckich w Niemczech, od marca 1946 do października 1949 zastępca szefa Radzieckiej Administracji Wojskowej w Niemczech w Saksonii, szef Zarządu tej administracji w Saksonii-Anhalt, następnie na leczeniu, 7 października 1950 zwolniony ze służby.

## Odznaczenia
- Order Lenina
- Order Czerwonego Sztandaru (trzykrotnie)
- Order Bohdana Chmielnickiego I klasy
- Order Kutuzowa II klasy (6 kwietnia 1945)
- Order Wojny Ojczyźnianej I klasy (16 września 1945)
- Order Czerwonego Sztandaru Pracy
- Order Czerwonej Gwiazdy (14 lutego 1936)
- Medal jubileuszowy „XX lat Robotniczo-Chłopskiej Armii Czerwonej” (22 lutego 1938)
- Order Krzyża Grunwaldu III klasy (Polska)

Oraz 5 medali ZSRR i 2 medale polskie.